# Campillo de Deleitosa
Campillo de Deleitosa è un comune spagnolo di 125 abitanti situato nella comunità autonoma dell'Estremadura.